# Ardisia eugenioides
Espèce
Statut de conservation UICN

 EN B1+2c : En danger
Ardisia eugenioides (synonyme Ardisia rigidifolia  Lundell) est une espèce de plantes à fleurs de la famille des Primulaceae. Elle est en danger d'extinction d'après l'Union internationale pour la conservation de la nature (UICN).

## Description
Cette espèce a été décrite en 1976 par le botaniste Cyrus Longworth Lundell (1907-1994).
En classification phylogénétique APG III (2009), l'espèce est assignée à la famille des Primulaceae. En classification classique de Cronquist (1981) et en classification phylogénétique APG II (2003), le genre Ardisia était assigné à la famille des Myrsinaceae.